# Улашівка
Улаші́вка — село в Україні, в Таращанській міській громаді Білоцерківського району Київської області. Населення становить 250 осіб. Назва села пішла від імені Улас (Влас).

## Географія
У селі бере початок річка Голубка.

## Сьогодення
25 липня 2015 року в Улашівці митрополит Переяслав-Хмельницький і Білоцерківський Епіфаній звершив освячення новозбудованого Петро-Павлівського храму.